# Labetis comitans
Labetis comitans är en skalbaggsart som beskrevs av Perkins 1900. Labetis comitans ingår i släktet Labetis och familjen svartbaggar. Inga underarter finns listade i Catalogue of Life.